# Kristiina Ross
Kristiina Ross (geb. Kross, * 3. Juni 1955 in Tallinn) ist eine estnische Sprachwissenschaftlerin, Kritikerin und Übersetzerin.

## Leben und Werk
Kristiina Ross ist die Tochter des estnischen Schriftstellers Jaan Kross und seiner zweiten Frau, der Übersetzerin Helga Kross. Sie machte 1973 in Tallinn Abitur und studierte anschließend an der Universität Tartu Estnische Philologie. Nach ihrem Abschluss in Finnougristik (1978) setzte sie ihre wissenschaftliche Karriere in verschiedenen Positionen am Institut für Sprache und Literatur in Tallinn fort. 1984 erlangte sie den Titel „Kandidat der Wissenschaften“ mit einer Arbeit zum Instruktiv in den ostseefinnischen Sprachen.
Kross übersetzt aus dem Hebräischen und Französischen (u. a. Blaise Pascal und Jean-Jacques Rousseau). In ihrer wissenschaftlichen Tätigkeit konzentriert sie sich auf die Entwicklung der estnischen Sprache und die Übersetzungen der Bibel ins Estnische. Außerdem ist sie Mitautorin verschiedener Handbücher zum Estnischen und Verfasserin eines Hebräisch-Lehrbuchs.
Kristiina Ross ist verheiratet mit dem estnischen Musikwissenschaftler und Psychologen Jaan Ross; die gemeinsame Tochter Johanna Ross ist ebenfalls Literaturwissenschaftlerin und Übersetzerin.

## Auszeichnungen
- 1995 Wissenschaftspreis der Republik Estland
- 1997 Literaturpreis des Estnischen Kulturkapitals (Übersetzung)
- 1999 Literaturpreis des Estnischen Kulturkapitals (Übersetzung)
- 2000 Jahrespreis der Zeitschrift Keel ja Kirjandus
- 2003 Orden des weißen Sterns, IV. Klasse
- 2007 Ferdinand-Johann-Wiedemann-Preis
- 2010 Jahrespreis der Zeitschrift Keel ja Kirjandus

## Bibliografie (Auswahl)
- Instruktiiv läänemeresoome keeltes. Tallinn: Valgus 1988. 157 S.
- Naine eesti keele grammatikas, in: Vikerkaar 11–12/1996, S. 102–106.
- Kohakäänded Georg Mülleri ja Heinrich Stahli eesti keeles, in: Pühendusteos Huno Rätsepale 28.12.1997. Toim. Mati Erelt, Meeli Seedrik, Ellen Uuspõld. Tartu: Tartu Ülikool 1997, S. 184–201.
- Viimane misjonilingvist Eduard Ahrens eesti kirjakeele reformijana, in: Keel ja Kirjandus 5/2003, S. 321–330.
- Heebrea jäljed eesti keeles, in: Keel ja Kirjandus 8/2004, S. 561–573.
- (gemeinsam mit Sven-Erik Soosaar, 2007:) Eesti vaimuliku kultuuri sõnavara kujunemisest: veel kord ristimisest, in: Keel ja Kirjandus 10/2007, S. 769–782.
- Joobelist ja juubelist – Anton Thor Helle 325, in: Keel ja Kirjandus 10/2008, S. 753–759.
- Missioon ja mäng eesti kirjakeele sünnis, in: Vikerkaar 1–2/2011, S. 117–127.
- (gemeinsam mit Pēteris Vanags (eds.)): Common Roots of the Latvian and Estonian Literary Languages. Frankfurt am Main et al.: Peter Lang 2008. 377 S.